# Robert Schneider (Politiker, 1868)
Robert Schneider (* 20. Juli 1868 in Höchst; † 3. Jänner 1945 ebenda) war ein österreichischer Politiker (CSP), Landwirt, Sticker und Gemeindevorsteher. Er war von 1919 bis 1923 Abgeordneter zum Vorarlberger Landtag sowie von 1909 bis 1931 Gemeindevorsteher von Höchst.

## Ausbildung und Beruf
Schneider besuchte die Volksschule in Höchst und war beruflich als Landwirt sowie als Sticker tätig.

## Politik und Funktionen
Schneider war Mitglied der Christlichsozialen Partei und Gründungsmitglied des Krankenpflegevereins Höchst. Er wurde als Abgeordneter des Wahlbezirkes Bregenz am 17. Juni 1919 als Mitglied des Vorarlberger Landtag angelobt und war 1919 zunächst Mitglied des Finanzausschusses. Im Sitzungsjahr 1920/21 gehörte er als Mitglied dem Ausschuss für Straßen- und Wasserbauten sowie dem Verfassungsausschuss an, im Sitzungsjahr war er ebenfalls Mitglied im Ausschuss für Straßen- und Wasserbauten. Zuletzt war Schneider im Sitzungsjahr 1923 Mitglied im Subventionsausschuss sowie Mitglied im Rechtsausschuss. Robert Schneider engagierte sich lange Zeit in der Lokalpolitik seiner Heimatgemeinde Höchst und fungierte dort von 1909 bis 1931 als Gemeindevorsteher. Schneider schied am 5. November 1923 mit Ablauf der 11. Gesetzgebungsperiode aus dem Landtag aus.

## Privates
Schneider war der Sohn des Höchster Landwirts Josef Schneider (1822–1896) und dessen in Lustenau geborener Gattin Maria Anna Agnes Hollenstein (1831–1894). Robert Schneider heiratete am 2. April 1894 in St. Jodok am Brenner Maria Sofie Gehrer (1868–1927) und wurde zwischen 1895 und 1904 Vater von acht Kindern. Sein Sohn Rudolf Schneider war wie sein Vater in der Lokalpolitik von Höchst aktiv, wobei dieser zwischen 1950 und 1960 das Amt des Bürgermeisters innehatte. Sein Sohn Fritz Schneider war wiederum zwischen den Jahren 1947 und 1951 Bezirkshauptmann von Feldkirch bzw. von 1951 bis 1955 Landesamtsdirektor von Vorarlberg.

## Auszeichnungen
- Ehrenbürger der Gemeinde Höchst (1931)
- Goldenes Verdienstzeichen der Republik Österreich